# Lori (tỉnh)
Lori (tiếng Armenia: Լոռի, phát âm tiếng Armenia: [lɔˈri] ⓘ) là một tỉnh (marz) của Armenia. Nó nằm ở miền bắc đất nước, tiếp giáp vùng Kvemo Kartli của Gruzia. Vanadzor là tỉnh lỵ kiêm đô thị lớn nhất tỉnh. Những thị trấn đáng kể khác gồm Stepanavan, Alaverdi, và Spitak. Nơi đây có ba di sản thế giới UNESCO là tu viện Haghpat, tu viện Sanahin và đặc biệt là tu viện Akhtala (nơi người Armenia, người Gruzia và người Hy Lạp hành hương đến hàng năm vào ngày 20–21 tháng 9).
Tỉnh chịu thiệt hại nặng trong trận động đất Armenia 1988.

## Tên gọi
Bản mẫu:Armenia sidebar
Cái tên Lori (Լոռի, hay Loré ლორე trong tiếng Gruzia) xuất hiện lần đầu vào thế kỷ XI khi Vua David I Anhoghin lập nên thành Lori (Loré). Pháo đài-thành phố này trở thành trở thành kinh đô vương quốc Tashir-Dzoraget năm 1065. Cái tên Lori sau dần lan rộng rồi thế chỗ tên cũ Tashir.

## Địa lý

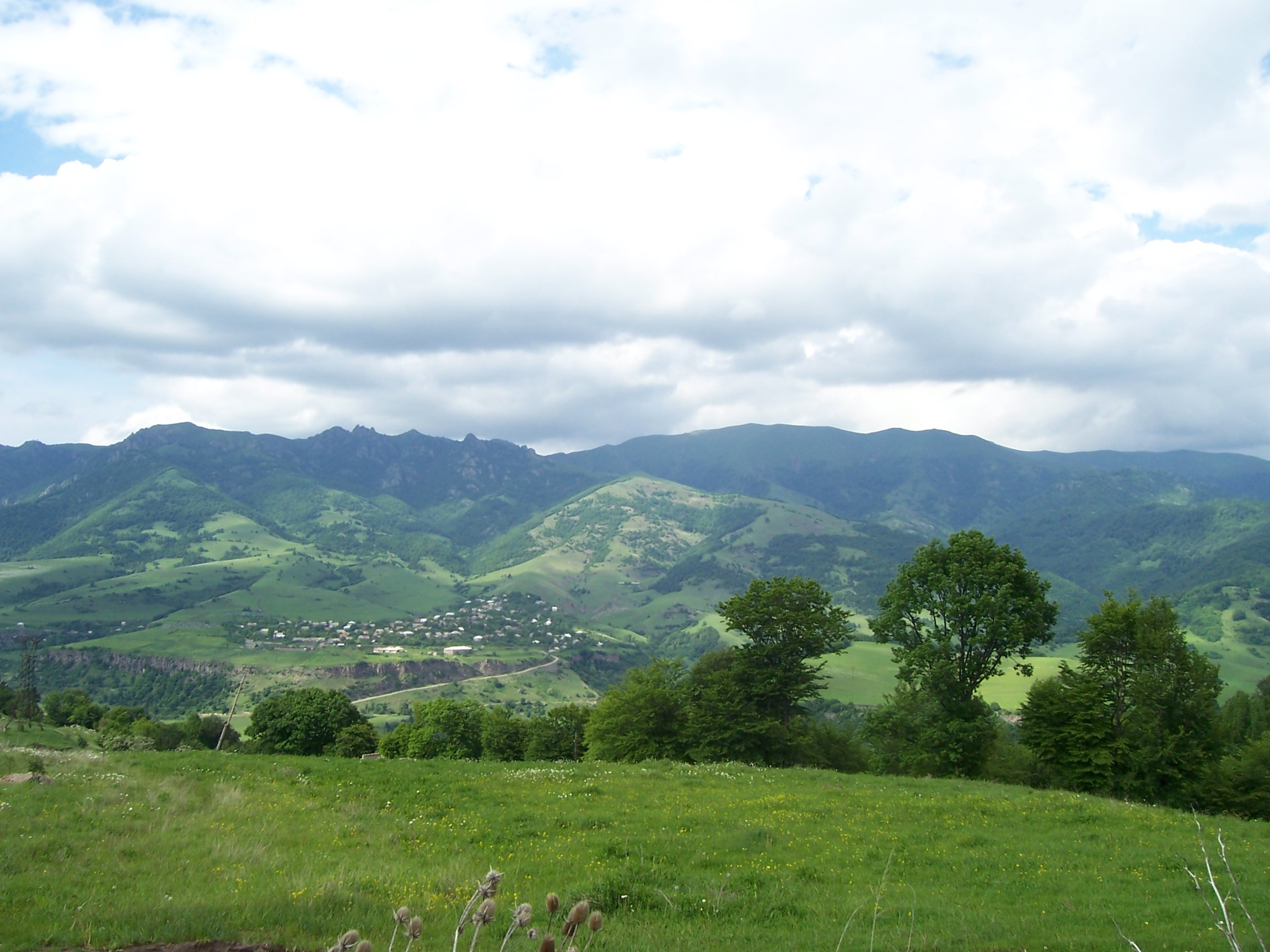
Dãy Pambak và làng Dsegh

Nằm ở miền bắc Armenia, Lori rộng 3.789 kilômét vuông (1.463 dặm vuông Anh) (12,7% tổng diện tích Armenia). Nó giáp Tavush về phía đông, Kotayk về phía đông giáp, Aragatsotn về phía tây nam và Shirak về phía tây. Lori có biên giới quốc gia với vùng Kvemo Kartli của Gruzia.
Về lịch sử, địa phận tỉnh Lori ngày nay gắn với vùng Tashir, Boghnopor và Dzorapor thuộc tỉnh Gugark Armenia cổ đại.

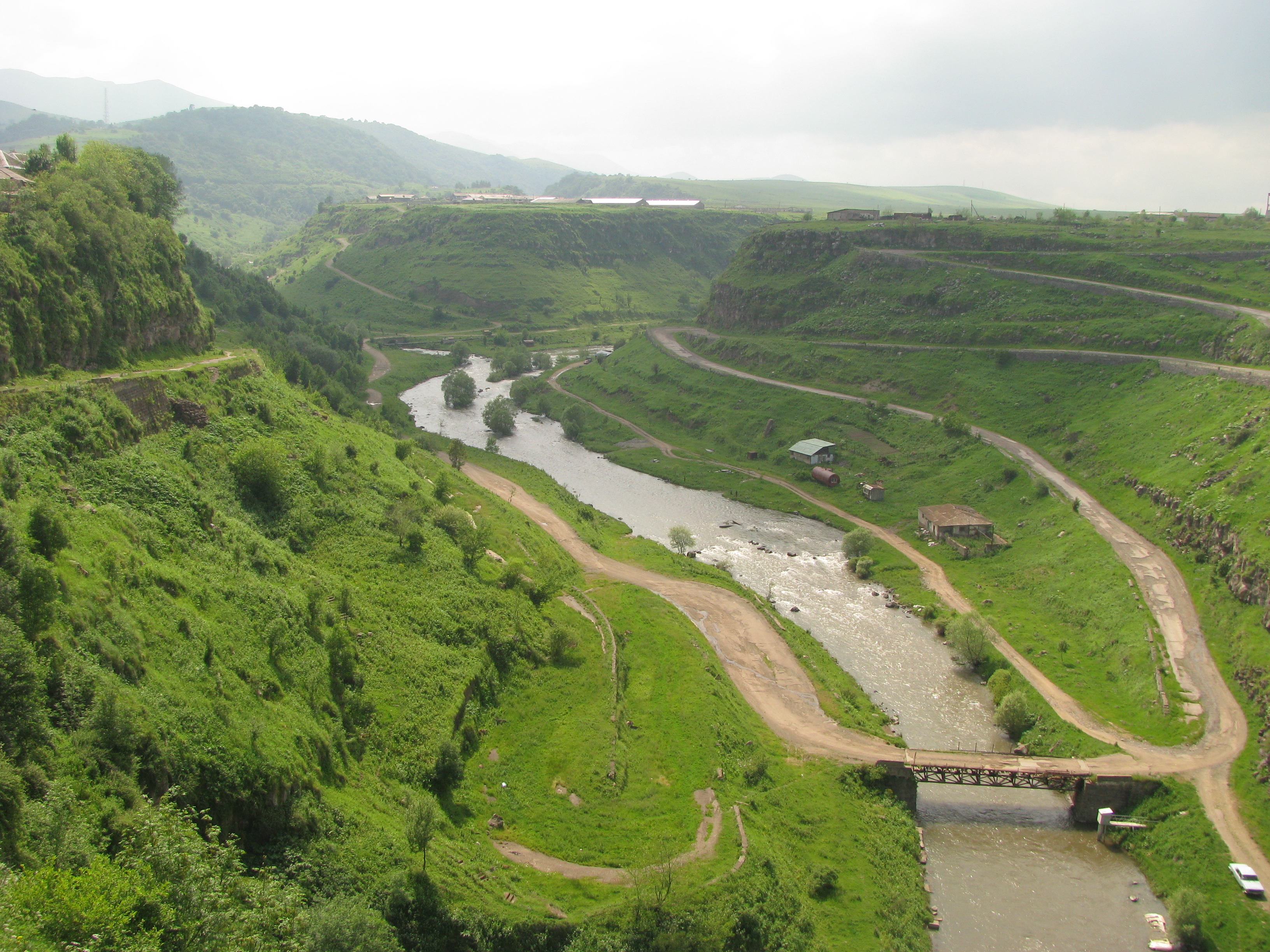
Sông Dzoraget

Địa bàn Lori lắm núi non, với các dãy Javakheti, Bazum, Pambak, Gugark, Halab và Somkheti. Điểm cao nhất là đỉnh núi Achkasar trong dãy Javakheti với độ cao 3196 m. Điểm thập nhất đạt 380 m, tại thung lũng Debed mạn đông bắc tỉnh.
Sông chính chảy qua là sông Debed cùng các phụ lưu Dzoraget, Pambak và Martsaget.
Khí hậu nổi bật với mùa đông rất lạnh, tuyết rơi và mùa hè dịu. Lượng tuyết rơi hàng năm là 600 và 700 mm (24 và 28 in).

## Các cộng đồng
Tỉnh có các cộng đồng (hamaynkner) sau (trong đó có 8 cộng đồng in đậm trong bảng là thành thị và 105 cộng đồng nông thôn). Việc phân chia dưới đây là bằng raion, phân khu hành chính của Armenia trước năm 1995.
| Alaverdi | Vanadzor | Spitak | Stepanavan | Tashir |
| --- | --- | --- | --- | --- |
| 1. Ahnidzor 2. Akhtala 3. Akori 4. Alaverdi 5. Ardvi 6. Arevatsag 7. Atan 8. Aygehat 9. Chochkan 10. Dsegh 11. Haghpat 12. Hagvi 13. Jiliza 14. Kachachkut 15. Karinj 16. Karkop 17. Karmir Aghek 18. Lorut 19. Marts 20. Mets Ayrum 21. Mghart 22. Neghots 23. Odzun 24. Shamlugh 25. Shamut 26. Shnogh 27. Teghut 28. Tsaghkashat 29. Tsater 30. Tumanyan | 1. Antaramut 2. Arjut 3. Aznvadzor 4. Bazum 5. Chkalov 6. Darpas 7. Debet 8. Dzoraget 9. Dzoragyugh 10. Fioletovo 11. Gazanabutsakan p.t.k. 12. Gugark 13. Halavar 14. Karaberd 15. Lermontov 16. Lernapat 17. Margahovit 18. Pambak 19. Shahumyan 20. Vahagnadzor 21. Vahagni 22. Vanadzor 23. Yeghegnut | 1. Arevashogh 2. Geghasar 3. Ghursal 4. Gogaran 5. Hartagyugh 6. Jrashen, Lori 7. Karadzor 8. Katnajur 9. Khnkoyan 10. Lernantsk 11. Lernavan 12. Lusaghbyur 13. Mets Parni 14. Nor Khachakap 15. Sarahart 16. Saralanj 17. Saramej 18. Shenavan 19. Shirakamut 20. Spitak 21. Tsaghkaber | 1. Agarak 2. Amrakits 3. Bovadzor 4. Gargar 5. Gyulagarak 6. Hobardz 7. Hovnanadzor 8. Katnaghbyur 9. Koghes 10. Kurtan 11. Lejan 12. Lori Berd 13. Privolnoye 14. Pushkino 15. Saratovka 16. Stepanavan 17. Sverdlov 18. Urasar 19. Urut 20. Vardablur 21. Yaghdan | 1. Apaven 2. Artsni 3. Blagodarnoye 4. Dashtadem 5. Dzoramut 6. Dzyunashogh 7. Katnarat 8. Lernahovit 9. Medovka 10. Meghvahovit 11. Metsavan 12. Mikhayelovka 13. Norashen 14. Novoseltsovo 15. Paghaghbyur 16. Petrovka 17. Sarchapet 18. Tashir |

## Hình ảnh

Lori
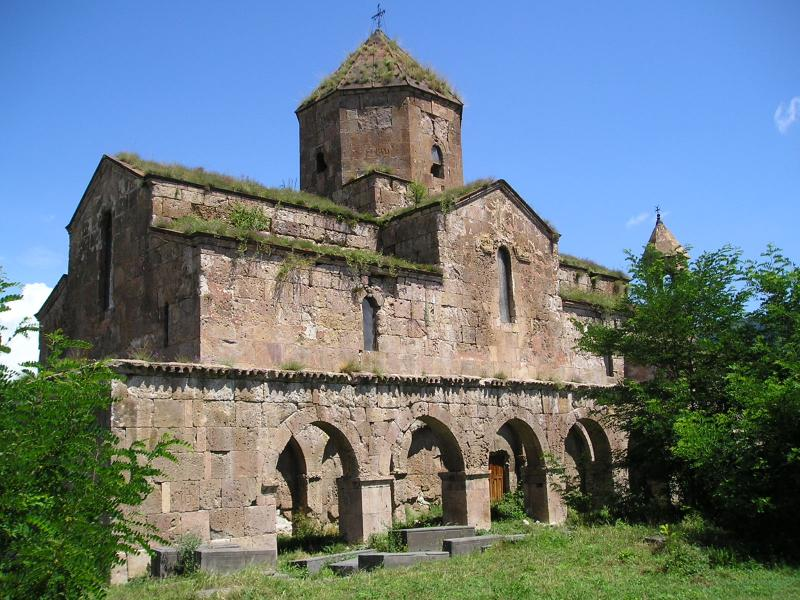
Nhà thờ Odzun
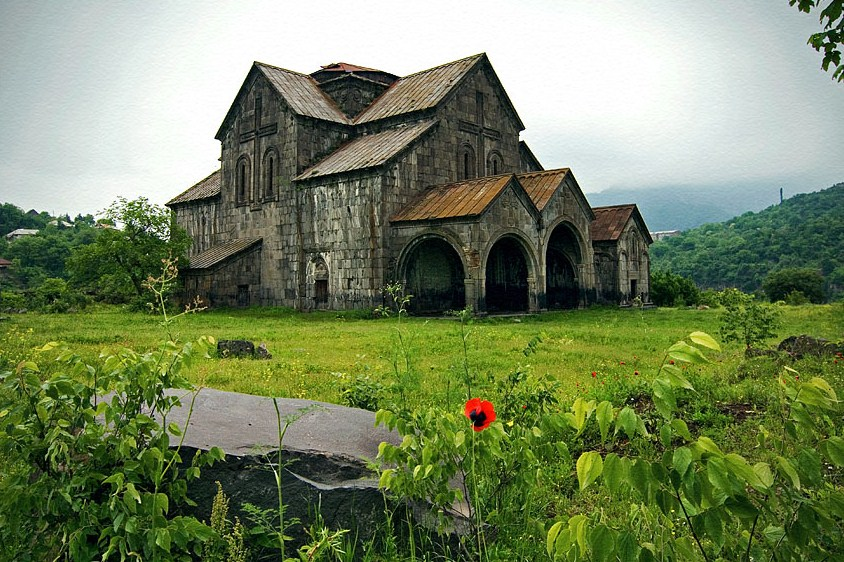
Tu viện Akhtala
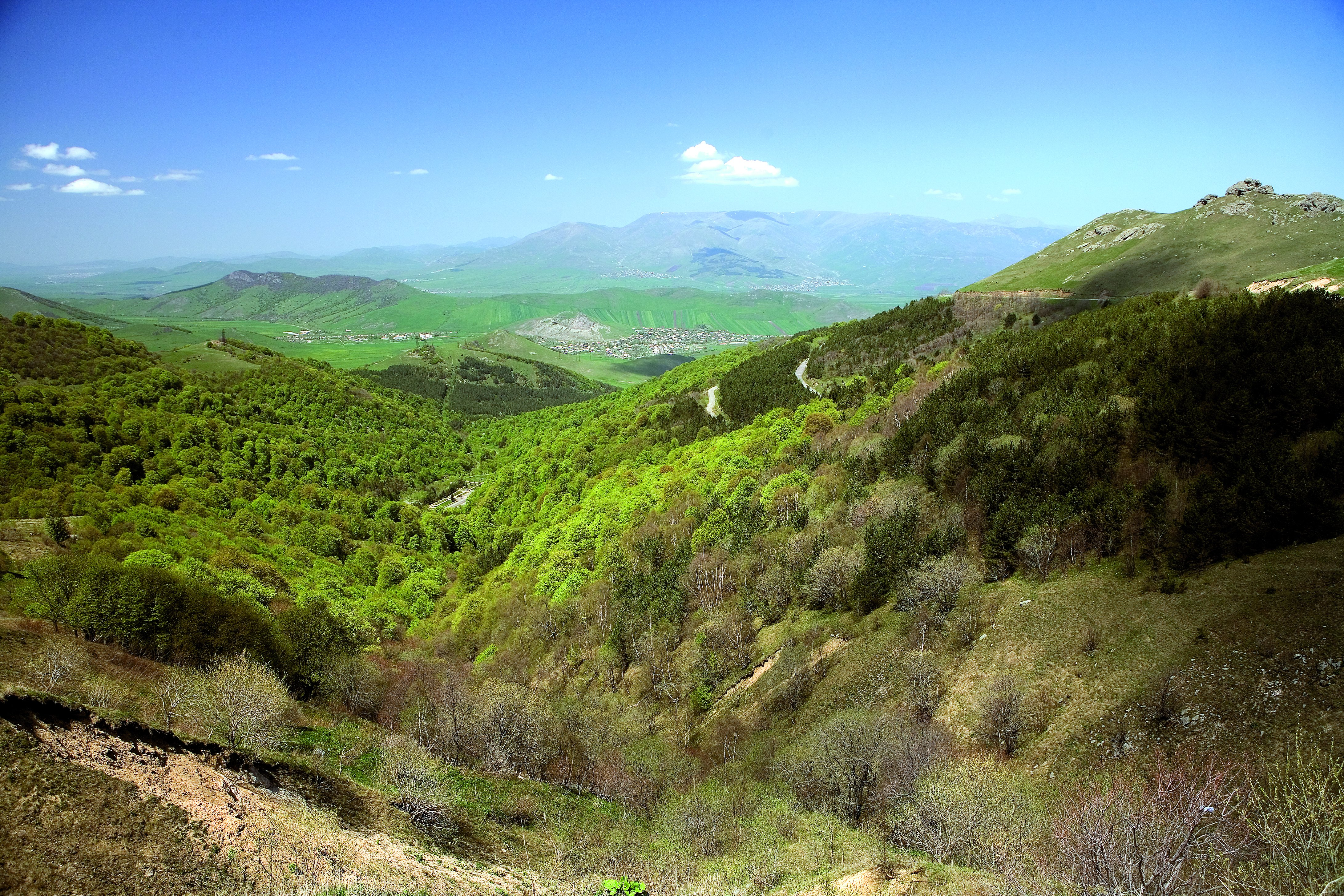
Miền bắc Lori nhìn từ đèo Pushkin
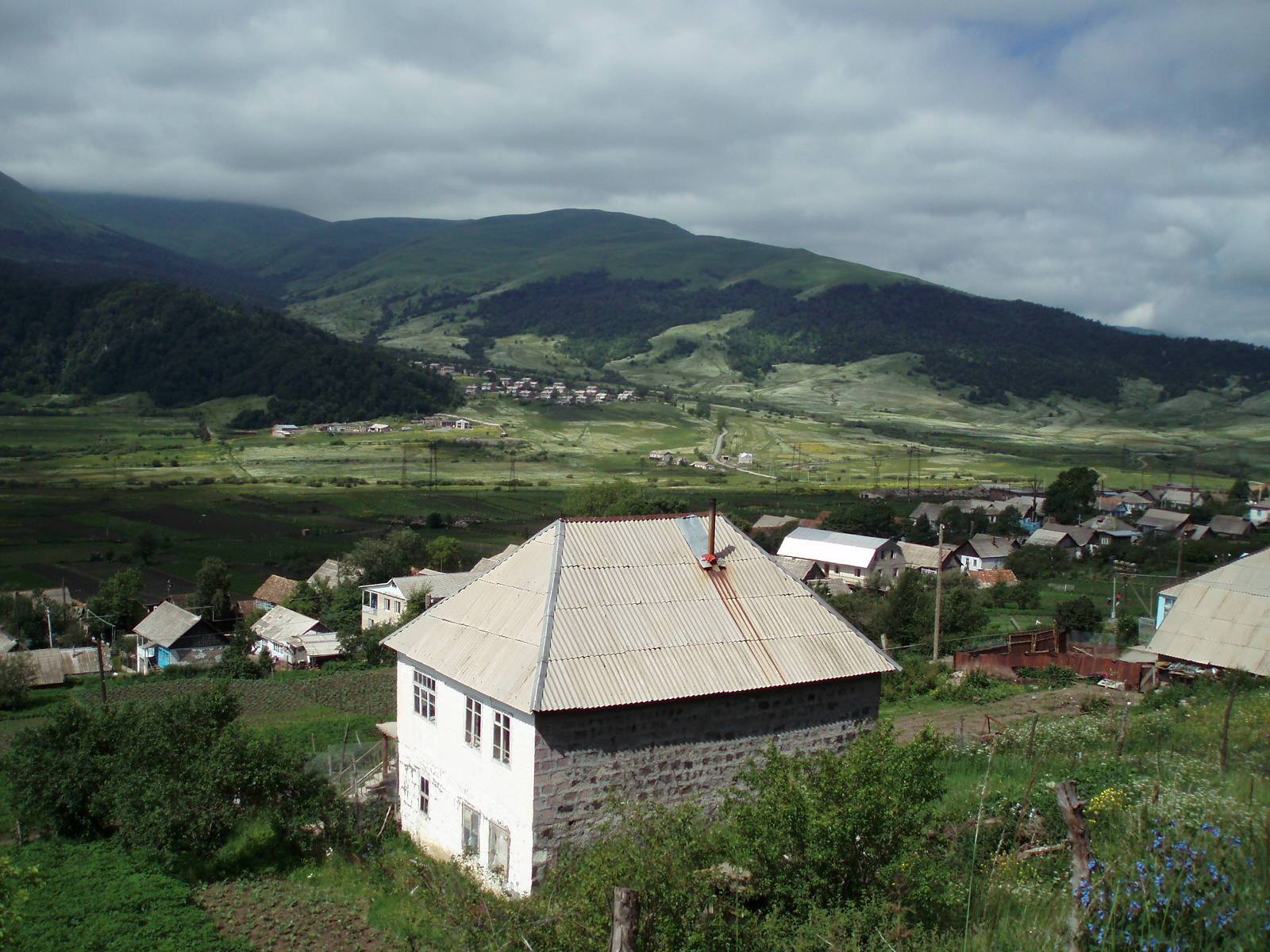
Làng Lermontovo
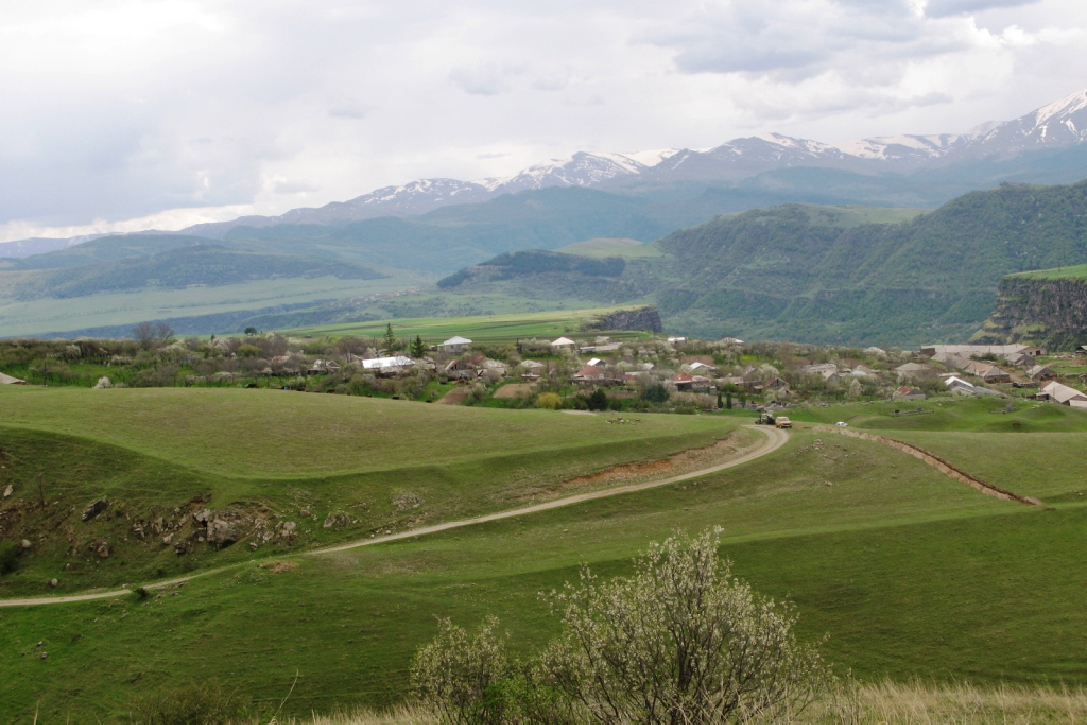
Dãy Somkheti và làng Karmir Aghek